# Julemandens datter 2: Jagten på Kong Vinters krystal
Julemandens datter 2: Jagten på Kong Vinters krystal er en dansk spillefilm fra 2020, der er instrueret af Christian Dyekjær efter manuskript af Uffe Rørbæk Madsen og Lars Therkildsen. Filmen er en fortsættelse til Julemandens datter fra 2018 og i 2022 kom en efterfølger i Julemandens datter 3 - Den magiske tidsmaskine. 

## Handling
Lucia er datter af Julemanden og går på Julemandsskolen. Da hendes bedste ven bliver falsk anklaget for at stjæle Kong Vinters magiske krystal, satser hun alt for at bevise hans uskyld og finde den rigtige tyv. Men det viser sig, at der er mørke kræfter på spil, som vil gøre alt for at knuse julemændene, Kong Vinter og alt, hvad de står for.

## Medvirkende
- Ella Testa Kusk, Lucia
- Martin Buch, Julius
- Mia Lyhne, Claudia
- Ulf Pilgaard, Rektor
- Kristian Halken, Litteramus
- Andreas Lyon, Bedemand